# إيرا وارو
إيرا وارو (بالإنجليزية: Ira - Waru)‏ في الميثولوجيا البولينيزية هو رب أسماك بولينيزي قديم.